# 다네모 마사유키
다네모 마사유키(일본어: 種茂 雅之, 1938년 2월 13일 ~ )는 일본의 전 프로 야구 선수이자 야구 지도자이다.

## 인물

### 선수 시절
시즈오카 고등학교를 거쳐 릿쿄 대학에 진학, 도쿄 6대학 야구 리그 통산 29경기에 출전해 93타수 18안타, 타율 1할 9푼 4리, 홈런 1개를 기록했다. 1959년 춘계 리그에서는 베스트 나인에 선정되었다.
대학 졸업 후 사회인 야구팀인 마루젠 석유를 거쳐 1961년 도에이 플라이어스에 입단하여 1962년에 주전 포수로서 활약하는 등 같은 해 팀의 리그 우승 달성에 기여했다. 같은 해 일본 시리즈에서는 도바시 마사유키와 함께 일본 시리즈 사상 최초로 MVP에 공동으로 선정되었다. 4년 후인 1966년에는 올스타전에 출전했다.
1972년에는 오카무라 고지와의 맞트레이드로 한큐 브레이브스에 전격으로 이적하면서 같은 해 다이아몬드 글러브상을 수상했고 1974년에는 14년 간의 현역 생활을 은퇴했다.

### 그 후
은퇴 후 한큐와 닛폰햄에서 배터리 코치, 2군 감독, 스카우트, 전력분석원 등을 두루 역임했고 현재는 일본 티볼 협회의 이사를 맡아 수도권의 초등학교와 중학교 등에서 보급 활동을 전개하고 있다.

## 상세 정보

### 출신 학교
- 시즈오카 현립 시즈오카 고등학교
- 릿쿄 대학

### 선수 경력
사회인 시대
- 마루젠 석유

프로팀 경력
- 도에이 플라이어스(1961년 ~ 1971년)
- 한큐 브레이브스(1972년 ~ 1974년)

### 지도자 경력
- 한큐 브레이브스 타격 코치(1975년 ~ 1977년)
- 닛폰햄 파이터스 코치(1981년 ~ 1983년)
- 닛폰햄 파이터스 2군 감독(1984년 ~ 1988년, 1993년 ~ 1995년)

### 수상·타이틀 경력
- 일본 시리즈 MVP : 1회(1962년)
- 다이아몬드 글러브상 : 1회(1972년)

### 개인 기록
- 올스타전 출장 : 1회(1966년)
- 통산 1000경기 출장 : 1972년 7월 5일(160번째)

### 등번호
- 67(1961년)
- 22(1962년 ~ 1975년)
- 66(1976년 ~ 1977년)
- 88(1981년 ~ 1988년)
- 80(1993년 ~ 1995년)

### 연도별 타격 성적
| 연 도       | 소 속       | 경 기 | 타 석 | 타 수 | 득 점 | 안 타 | 2 루 타 | 3 루 타 | 홈 런 | 루 타 | 타 점 | 도 루 | 도 루 자 | 희 생 번 | 희 생 플 | 볼 넷 | 고 4 | 사 구 | 삼 진 | 병 살 타 | 타 율 | 출 루 율 | 장 타 율 | O P S |
| ----------- | ----------- | ----- | ----- | ----- | ----- | ----- | ------- | ------- | ----- | ----- | ----- | ----- | -------- | -------- | -------- | ----- | ---- | ----- | ----- | -------- | ----- | -------- | -------- | ----- |
| 1961년      | 도에이      | 1     | 1     | 1     | 0     | 0     | 0       | 0       | 0     | 0     | 0     | 0     | 0        | 0        | 0        | 0     | 0    | 0     | 1     | 0        | .000  | .000     | .000     | .000  |
| 1962년      | 도에이      | 85    | 180   | 169   | 15    | 43    | 3       | 5       | 0     | 56    | 13    | 5     | 0        | 2        | 0        | 7     | 1    | 2     | 26    | 5        | .254  | .292     | .331     | .623  |
| 1963년      | 도에이      | 52    | 126   | 113   | 9     | 25    | 2       | 2       | 1     | 34    | 7     | 1     | 0        | 1        | 2        | 6     | 0    | 4     | 15    | 3        | .221  | .280     | .301     | .581  |
| 1964년      | 도에이      | 58    | 89    | 88    | 6     | 20    | 3       | 1       | 0     | 25    | 7     | 0     | 0        | 0        | 0        | 1     | 1    | 0     | 8     | 4        | .227  | .236     | .284     | .520  |
| 1965년      | 도에이      | 79    | 160   | 158   | 12    | 34    | 7       | 0       | 2     | 47    | 10    | 0     | 0        | 0        | 0        | 2     | 0    | 0     | 12    | 3        | .215  | .225     | .297     | .522  |
| 1966년      | 도에이      | 132   | 453   | 419   | 32    | 122   | 16      | 6       | 2     | 156   | 39    | 4     | 3        | 2        | 2        | 21    | 5    | 9     | 25    | 10       | .291  | .337     | .372     | .709  |
| 1967년      | 도에이      | 116   | 395   | 374   | 31    | 95    | 10      | 3       | 5     | 126   | 33    | 3     | 2        | 2        | 3        | 13    | 0    | 3     | 30    | 12       | .254  | .282     | .337     | .619  |
| 1968년      | 도에이      | 97    | 241   | 228   | 8     | 58    | 6       | 1       | 0     | 66    | 14    | 0     | 3        | 2        | 2        | 6     | 1    | 3     | 20    | 5        | .254  | .280     | .289     | .570  |
| 1969년      | 도에이      | 87    | 207   | 192   | 10    | 33    | 4       | 1       | 3     | 48    | 13    | 2     | 0        | 5        | 0        | 4     | 3    | 6     | 22    | 6        | .172  | .213     | .250     | .463  |
| 1970년      | 도에이      | 117   | 284   | 259   | 12    | 53    | 12      | 1       | 4     | 79    | 22    | 1     | 1        | 9        | 1        | 12    | 0    | 3     | 20    | 6        | .205  | .247     | .305     | .552  |
| 1971년      | 도에이      | 121   | 361   | 322   | 23    | 65    | 8       | 1       | 4     | 87    | 23    | 2     | 5        | 8        | 3        | 22    | 2    | 6     | 30    | 10       | .202  | .263     | .270     | .534  |
| 1972년      | 한큐        | 112   | 405   | 373   | 29    | 101   | 17      | 2       | 5     | 137   | 38    | 2     | 2        | 6        | 3        | 16    | 1    | 7     | 31    | 10       | .271  | .311     | .367     | .678  |
| 1973년      | 한큐        | 102   | 305   | 275   | 21    | 76    | 10      | 0       | 3     | 95    | 27    | 1     | 2        | 4        | 1        | 22    | 3    | 3     | 11    | 15       | .276  | .336     | .345     | .681  |
| 1974년      | 한큐        | 31    | 57    | 53    | 5     | 11    | 1       | 0       | 0     | 12    | 1     | 0     | 0        | 0        | 0        | 4     | 0    | 0     | 4     | 3        | .208  | .263     | .226     | .490  |
| 통산 : 14년 | 통산 : 14년 | 1190  | 3264  | 3024  | 213   | 736   | 99      | 23      | 29    | 968   | 247   | 21    | 18       | 41       | 17       | 136   | 17   | 46    | 255   | 92       | .243  | .285     | .320     | .605  |